# برنيس بي. دونالد
برنيس بي. دونالد (بالإنجليزية: Bernice B. Donald)‏ هي قاضية ومحامية أمريكية، ولدت في 17 سبتمبر 1951 في مقاطعة ديسوتو في الولايات المتحدة.